# 望月勇
望月 勇（もちづき いさむ、旧姓：伊藤、1906年〈明治39年〉9月15日 - 1944年〈昭和19年〉2月6日？）は、大日本帝国海軍の軍人。最終階級は海軍大尉。操練9期。空中戦における「ひねりこみ戦法」の開発者として知られる。クェゼリンの戦いで戦死。

## 年譜
佐賀県出身。大正14年、海軍に入る。翌大正15年11月、第9期操縦練習生卒業。大村海軍航空隊を経て空母「鳳翔」「加賀」に乗船。再び大村海軍航空隊に復帰し、昭和7年11月から横須賀海軍航空隊。
一空曹であった1934年（昭和9年）頃、「ひねりこみ戦法」を開発したとされる。これが当時分隊長の源田実の目に留まる。岡村元春大尉、間瀬平一郎空曹長らが賛同者となった一方で、翌年10月に分隊長兼教官に着任した柴田武雄大尉が同年頃考案した「ロール戦法」とは対立した。藤田怡与蔵は「ひねりこみ戦法」は秘技であり、滅多に他人には教えなかったと回想する。田中国義は大村空時代、空戦訓練でひねりこみを披露していた半田亘理に伝授を求めたが若年を理由に断られ、のち別の部隊で再会したときに再度教えを乞うたが「田中兵曹に教える事はないよ。私が実戦について教わらなければならない」と、結局教えてもらえなかったという。のちに太平洋戦争でも赤松貞明ら多くの搭乗員が応用し、戦果を挙げた。
1936年（昭和11年）11月、空曹長に昇進し、再度大村海軍航空隊。
日中戦争後、第13航空隊に転属し、第2次上海事変で活躍。1938年（昭和13年）1月4日、田熊繁雄大尉指揮の戦闘機隊第3小隊長として漢口飛行場爆撃に向かう陸攻隊23機（鹿空11機、木更津空12機）の護衛任務に従事。カーチス・ホークⅢ、カーチス・ホークⅡと交戦し、各1機を撃墜した。大陸での戦果は戦闘機9機を撃墜。同月、本国に帰還。以降は第一線を退き、各地の航空隊で教官を務める。16年10月、飛行特務少尉に昇進。18年3月、281空の分隊長となり北千島に進出、同時に中尉に昇進。12月、ルオット基地に進出。29日、来襲したB-24 6機を迎撃して1機を撃墜、1機に黒煙を吐かせた。
翌1944年（昭和19年）1月30日以降の戦闘で日本軍航空隊側は殆ど航空機を喪失し、3日までにルオット島全域を制圧された。この攻撃の中で戦死したものと思われるが、具体的な日付は不明。
2月6日、玉砕と認定され、同時に大尉に昇進。撃墜数は公認10機で、うち中国戦線9機、太平洋戦線1機。